# Pravidla lži
Pravidla lži je český film, celovečerní debut režiséra Roberta Sedláčka z roku 2006, ke kterému režisér napsal i scénář. Film získal 2 České lvy za scénář a jako cenu filmových kritiků. 

## Děj
Příběh filmu se odehrává v prostředí terapeutické komunity, kdy se 11 hlavních postav pokouší zbavit své minulosti. Někteří lhali a kradli, jiní mysleli pouze na sebe a podváděli, ale jeden z nich zabil. Kdo, to časem vyjde najevo. 

## Reálie
Film se natáčel v prostoru zámku Němčice. Je silně inspirován skutečnou terapeutickou skupinou Sananim, která na místě působila až do roku 2014.

## Obsazení
| Klára Issová   | Monika |
| Jiří Langmajer | Milan  |
| Jan Budař      | Filip  |
| Jaromír Dulava | Ruda   |
| David Novotný  | Karel  |
| Igor Chmela    | Tom    |
| David Švehlík  | Roman  |